# Juhani Paasivirta
Juhani Paasivirta, född den 12 mars 1919 i Kemi, död den 11 juli 1993 i Åbo, var en finsk historiker. 
Paasivirta blev fil.dr. 1947, docent 1951 i politisk historia vid Helsingfors universitet och var 1965-83 professor i ämnet vid Åbo universitet; forskarprofessor 1980-83. 
Juhani Paasivirta gick i spetsen för en ny forskningstradition i Finland. Den socialhistoriska forskningen expanderade avsevärt i hela västvärlden efter andra världskriget och tog fram till 1980-talet starka intryck av sociologiska och ekonomiska teorier. Teoriförankring har varit mindre i Finland. Den nya socialhistorien innebar inte heller något verkligt genombrott. Snarare var det fråga om en gradvis svängning från en finsknationell förhoppning att finna "folket" till en ofta lika stark önskan att hitta och beskriva arbetarklassens historia. Paasivirtas doktorsavhandling från 1957 om samhällsförhållandena i inbördeskrigets Finland var den första akademiska undersökningen i vilken även revolutionärernas motiv allvarligt beaktades. Han definierade politisk historia i en vidare bemärkelse, så att den i många avseenden försköts närmare moderna grenar av socialhistorien. 
Paasivirta skildrade på ett belysande sätt arbetarrörelsen som ett allmäneuropeiskt fenomen, förhållandet mellan första världskrigets segrarmakter och Finland, den finländska utrikesförvaltningen och utrikespolitiken fram till 1940 m.m. 